# ER=EPR
ER=EPR je domněnka ve fyzice uvádějící, že provázané částice jsou spojeny červími dírami (neboli Einsteinovými–Rosenovými mosty).
Domněnka byla navržena Leonardem Susskindem a Juanem Maldacenou v roce 2013. Navrhli, že netransportovatelná červí díra (Einsteinův–Rosenův most) je ekvivalentní dvojici maximálně provázaných černých děr. EPR odkazuje na kvantové provázání (EPR paradox).
Symbol je odvozen od prvních písmen příjmení autorů, kteří napsali první práci o červích dírách (Einstein a Nathan Rosen) a první práci o provázání (Einstein, Boris Podolsky a Rosen). Oba dva dokumenty byly publikovány v roce 1935, ale autoři netvrdili, že je nějaké spojení mezi těmito pojmy.
To je předpokládané řešení paradoxu ohnivé stěny. Zda ohnivá stěna je nebo není přítomna závisí na tom, co je hozeno do jiné vzdálené černé díry. Nicméně, protože leží ohnivá stěna uvnitř horizontu událostí, žádná externí nadsvětelná signalizace by nebyla možná.
Tato domněnka je extrapolace pozorování Marka van Raamsdonka, že maximální prodloužení AdS-Schwarzschildovy černé díry, která je netransportovatelnou červí dírou, je duální k dvojici maximálně provázaných tepelnných konformních teorií pole prostřednictvím AdS/CFT korespondence.
Potvrdili jejich domněnku tím, že ukázali, že produkovaný pár nabitých černých děr v pozadí magnetického pole vede k provázaným černým dírám, ale také po Wickově rotaci k červí díře.
Tato domněnka nesouhlasí dobře s linearitou kvantové mechaniky. Provázaný stav je lineární superpozicí oddělitelných stavů. Pravděpodobně nejsou oddělitelné stavy spojeny žádnými červími dírami, ale přesto je superpozice takových stavů spojena červí dírou.
Autoři prosazovali tuto domněnku ještě dále tím, že tvrdili, že každá provázaná dvojice částic (dokonce i částice, které se běžně nepovažují za černé díry, a dvojice částic s různou hmotností nebo spinem nebo s náboji, které nejsou protilehlé nejsou obvykle považovány za černé díry, a dvojici částic o různé hmotnosti nebo spinu, nebo s náboji, které nejsou opačné) je spojena červí dírou Planckovy délky.
Domněnka vede k větším spekulacím, že geometrie prostoru, času a gravitace je určena provázáním.